# Johnstone Kipkorir Changwony
Johnstone Kipkorir Changwony (* 5. September 1979) ist ein kenianischer Marathonläufer.
2003 wurde er Dritter beim Reims-Marathon in seiner persönlichen Bestzeit von 2:10:44 h, 2004 Zweiter beim Brescia-Marathon und Vierter bei der Maratona d’Italia. Im Jahr darauf wurde er Zweiter bei der Maratona di Sant’Antonio und jeweils Vierter beim Dubai-Marathon und beim Reims-Marathon. 2006 folgte jeweils ein dritter Platz beim Barcelona-Marathon und beim Porto-Marathon. 
2007 war er Gewinner des Riga-Marathon. 
2009 wurde er Fünfter beim Ruhrmarathon und siegte in Porto.